# تيم كينو
تيم كينو (بالإنجليزية: Tim Kennaugh)‏ هو مدير رياضي ‏ بريطاني، ولد في 28 نوفمبر 1991 في دوغلاس في المملكة المتحدة.

## وصلات خارجية
- تيم كينو على موقع الاتحاد الدولي للدراجات (الإنجليزية)
- تيم كينو على موقع أرشيف الدراجات (الإنجليزية)
- تيم كينو على موقع إحصائيات الدراجات الإحترافية (الإنجليزية)